# Hvammstangi

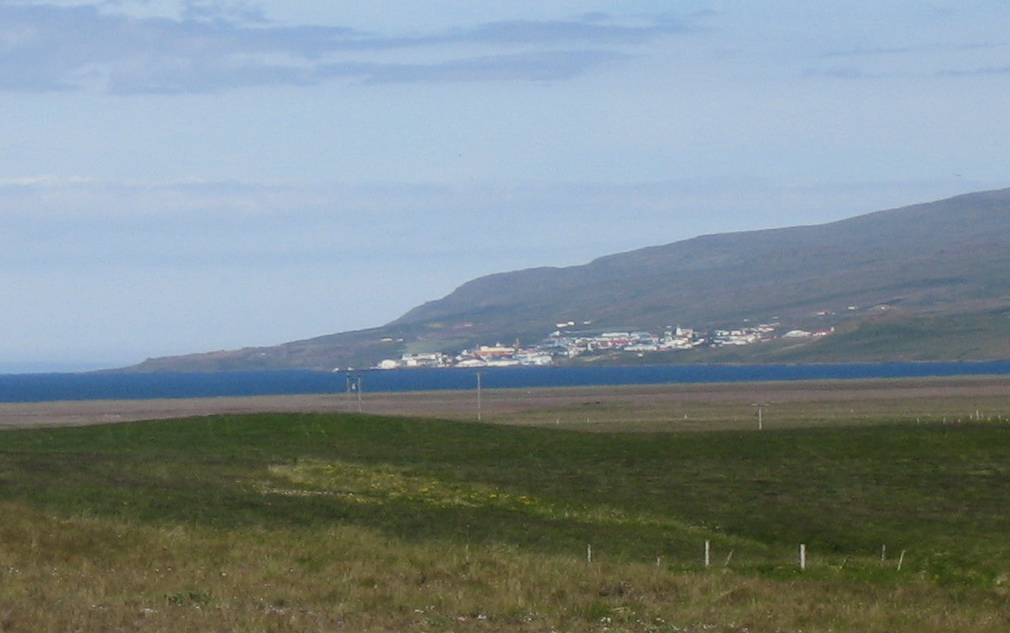
Hvammstangi.

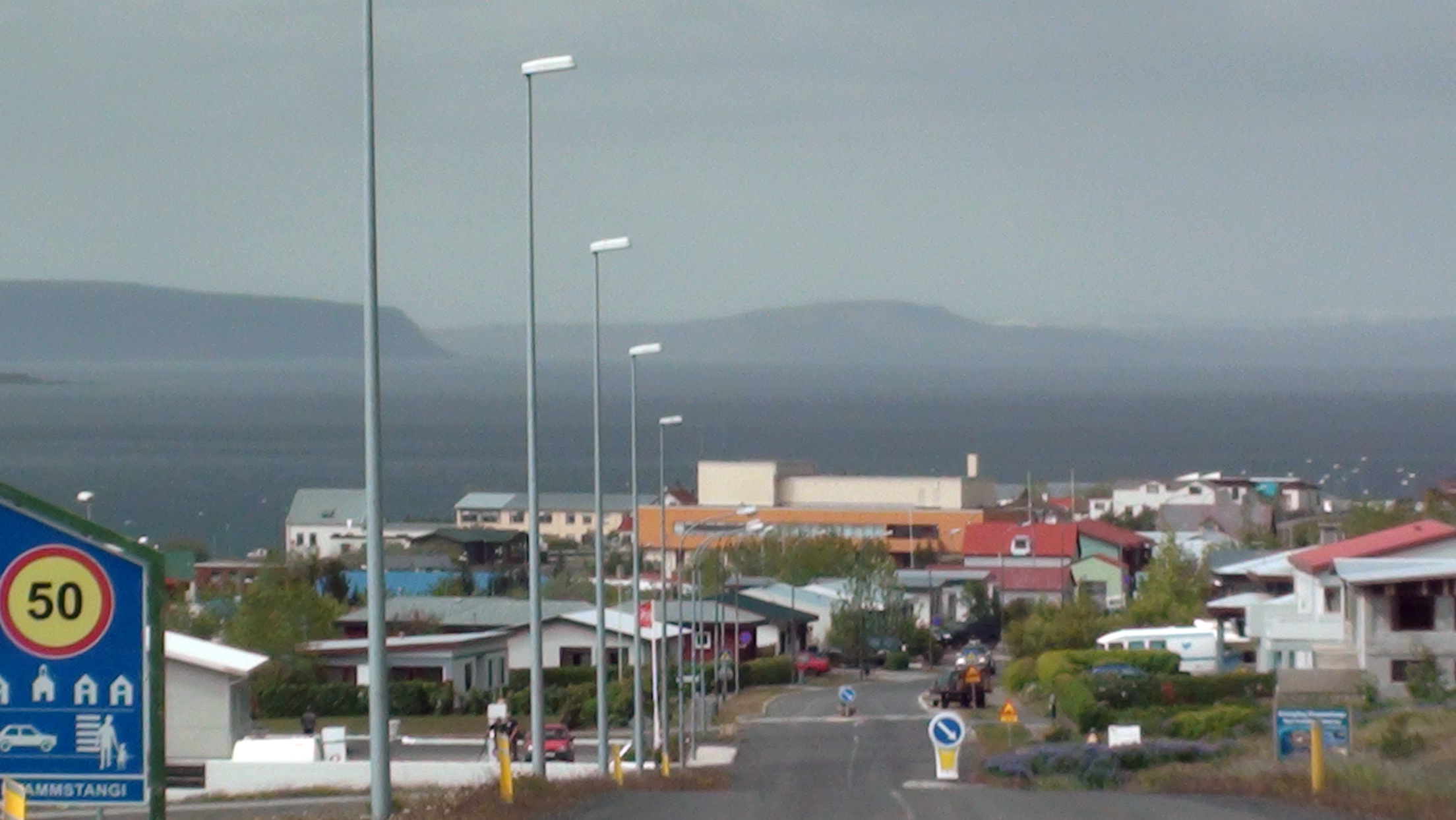
Hvammstangis centrum

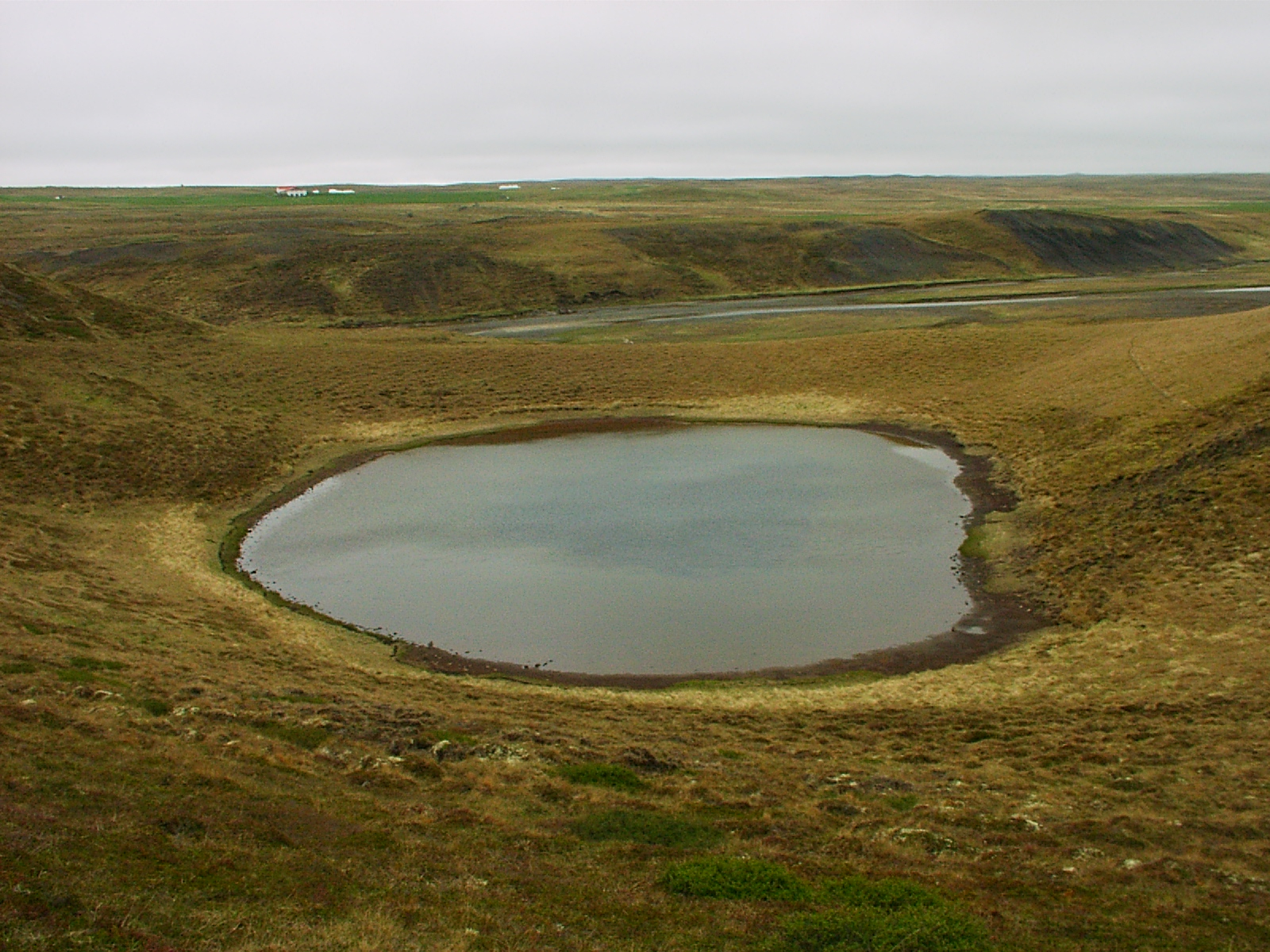
Krater nära Brekkulægur, Hvammstangi.

Hvammstangi är huvudort i kommunen Húnaþing vestra i nordvästra Island och har omkring 560 invånare.